# MCRIP1
MCRIP1 (англ. MAPK regulated corepressor interacting protein 1) – білок, який кодується однойменним геном, розташованим у людей на 17-й хромосомі. Довжина поліпептидного ланцюга білка становить 97 амінокислот, а молекулярна маса — 10 920.
| 10         |  | 20         |  | 30         |  | 40         |  | 50         |
| ---------- |  | ---------- |  | ---------- |  | ---------- |  | ---------- |
| MTSSPVSRVV |  | YNGKRTSSPR |  | SPPSSSEIFT |  | PAHEENVRFI |  | YEAWQGVERD |
| LRGQVPGGER |  | GLVEEYVEKV |  | PNPSLKTFKP |  | IDLSDLKRRS |  | TQDAKKS    |

A: Аланін

D: Аспарагінова кислота

E: Глутамінова кислота

F: Фенілаланін

G: Гліцин

H: Гістидин

I: Ізолейцин

K: Лізин

L: Лейцин

M: Метіонін

N: Аспарагін

P: Пролін

Q: Глутамін

R: Аргінін

S: Серин

T: Треонін

V: Валін

W: Триптофан

Кодований геном білок за функцією належить до фосфопротеїнів. 
Задіяний у такому біологічному процесі, як ацетилювання. 
Локалізований у цитоплазмі, ядрі.